# Вулканы острова Вознесения
Список действующих и потухших вулканов острова Вознесения.
| Название | Высота | Высота | Местоположение           | Последнее извержение |
| Название | Метры  | Футы   | Координаты               | Последнее извержение |
| Асенсьон | 858    | 2815   | 7°57′ ю. ш. 14°22′ з. д. | Голоцен              |